# Výzkumná loď typu 927
Typ 927 je lodní třída výzkumných lodí námořnictva Čínské lidové republiky. Jejich hlavním úkolem je sběr akustických signálů vydávaných nepřátelskými ponorkami za účelem posílení vlastních kapacit v protiponorkovém boji. Celkem byly postaveny tři jednotky této třídy. Jsou to největší katamarany provozované čínským námořnictvem.

## Stavba
První informace o existenci této třídy se objevily v polovině roku 2017. Do roku 2018 byly rozestavěny tři jednotky této třídy. První dvě jednotky postavila loděnice Chuang-pchu Wen-čchung v Kantonu a třetí jednotku loděnice Wu-čchang Šuang-liou ve Wu-chanu. Plavidla jsou pojmenována Tchien-süan sing (780), Tchien-ťi sing (781), Jao-kuang sing (782).

## Konstrukce
Čínská plavidla jsou svou koncepcí velmi podobná svým japonským a americkým protějškům (třída Hibiki, třída Victorious a USNS Impeccable). Také mají koncepci katamaránu typu SWATH (Small Waterplane Area Twin Hull), která byla v čínských podmínkách vyzkoušena na šesti menších výzkumných lodích Typu 639 z let 2006–2013.